# 1874 en baseball
Chronologie du baseball
Baseball en 1873 - Baseball en 1874 - Baseball en 1875
Les faits marquants de l'année 1874 en Baseball

## Champions
1er novembre : Les Boston Red Stockings remportent le 4e championnat des États-Unis de baseball organisé par la National Association of Professional Base Ball Players avec 52 victoires et 18 défaites.
| National Association |                              |      |      |        |      |
| Rang                 | Club                         | Vic. | Déf. | % vic. | GB   |
| 1er                  | Boston Red Stockings         | 52   | 18   | .743   | --   |
| 2e                   | New York Mutuals             | 42   | 23   | .646   | 7.5  |
| 3e                   | Philadelphia Athletics       | 33   | 22   | .600   | 11.5 |
| 4e                   | Philadelphia White Stockings | 29   | 29   | .500   | 17.0 |
| 5e                   | Chicago White Stockings      | 28   | 31   | .475   | 18.5 |
| 6e                   | Brooklyn Atlantics           | 22   | 33   | .400   | 22.5 |
| 7e                   | Hartford Dark Blues          | 16   | 37   | .302   | 27.5 |
| n.c.                 | Baltimore Lord Baltimores¹   | 9    | 38   | .191   | 31.5 |

- ¹: bons derniers, les Baltimore Lord Baltimores sont déclassés par le comité d'organisation en raison de leurs nombreux forfaits en fin de saison.

## Événements
- 27 février : premier match de baseball disputé en Angleterre (Kennington Oval de Londres). Des joueurs anglais de cricket signent cette première.
- 3 août : premier match de baseball de la première tournée Spalding en Grande-Bretagne. Boston s’impose face aux Athlétics 24 à 7.

## Naissances
- 14 janv. : Jack Taylor
- 22 janv. : Jay Hughes
- 1er févr. : Harry Bemis
- 22 févr. : Bill Klem
- 23 févr. : Billy Lauder
- 24 févr. : Honus Wagner
- 16 mars : Bill Duggleby
- 18 mars : Nixey Callahan
- 24 mars : Roy Thomas
- 7 avril : John Ganzel
- 8 mai : Eddie Boyle
- 5 juin : Jack Chesbro
- 5 juin : Frank Huelsman
- 20 juin : Win Mercer
- 26 juin : Topsy Hartsel
- 8 juil. : Jay Parker
- 9 juil. : Jack Powell
- 14 juil. : Jesse Tannehill
- 5 sept. : Nap Lajoie
- 17 sept. : Willie Sudhoff
- 21 sept. : Grant "Home Run" Johnson
- 12 oct. : Jimmy Burke
- 19 oct. : Tom McCreery
- 31 oct. : Harry Smith